# Об'єднання Швеції

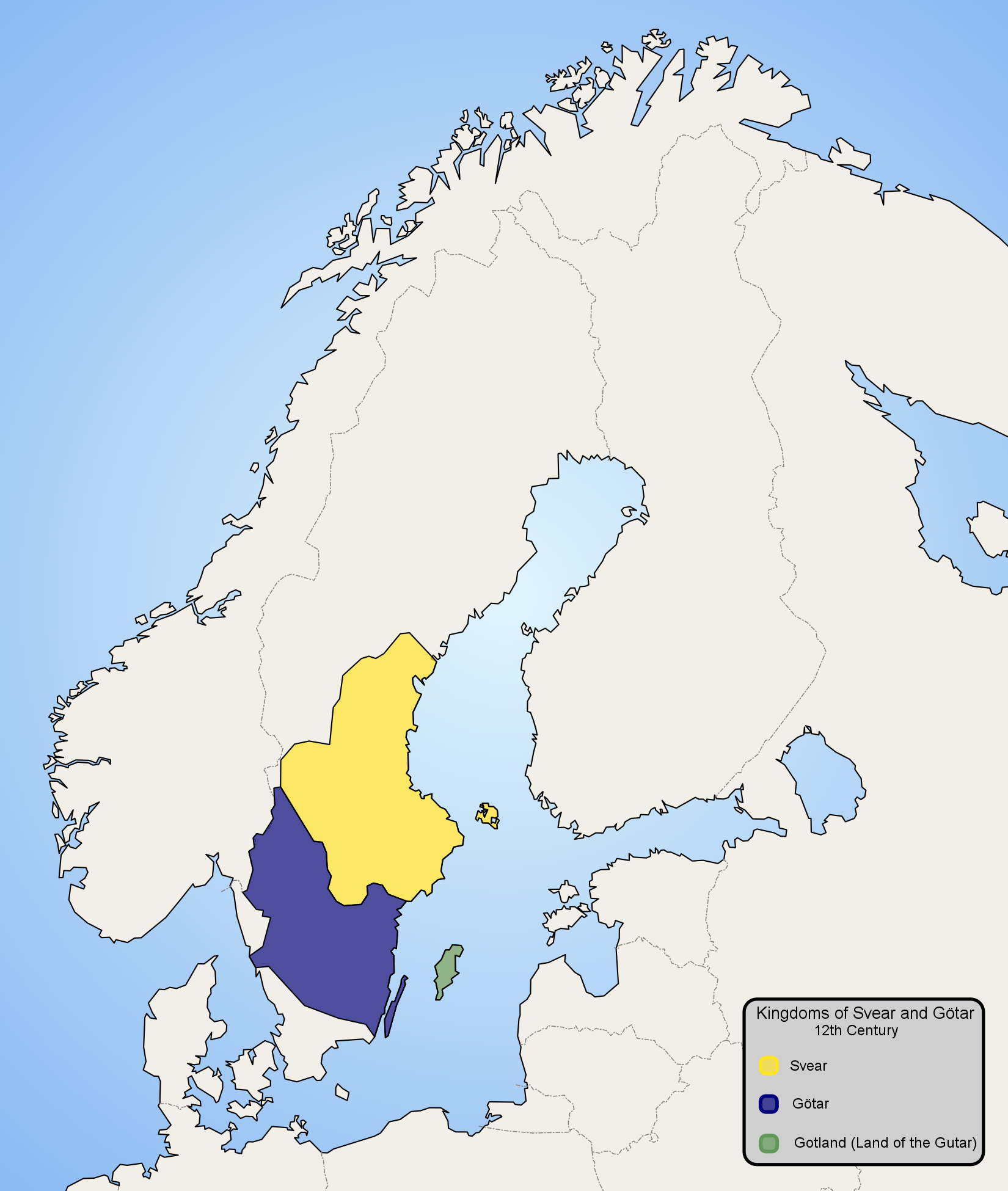
Приблизні кордони Швеції в XII столітті до включення Фінляндії протягом XIII століття. Синій та жовтий кольори представляють племена геатів та свеїв відповідно; їх об'єднання знаменує консолідацію Швеції (за загальноприйнятою думкою)

Об'єднання Швеції являло собою широкий процес, під час якого слабко організована соціальна система консолідувалася під владою короля. Фактичний вік шведського королівства невідомий. Крім того, з багатьох причин, вчені по-різному визначають ранню Швецію як країну, державу чи королівство. На відміну від історії Данії та Норвегії, не існує згоди щодо достовірної дати об’єднаної Швеції. Історики по-різному судять про джерела історії об'єднання Швеції. Найдавніша історія поєднується із скандинавською міфологією. Ранні первинні джерела - іноземні; вторинні джерела були написані пізніше.

## Ранні джерела
Виходячи з походження назви королівства у значенні (Королівство шведів), деякі історики стверджують, що Швеція була уніфікована, коли шведи вперше зміцнили свій контроль над регіонами, в яких вони жили. Найбільш рання дата цієї події базується на короткій згадці римського історика Тацита, що обговорював плем'я свеїв. Це означало б, що шведське королівство існувало у I-II століття[ нашої ери. Однак із посиленою строгістю історичного методу, що використовувався в історичних дослідженнях XX століття, у Швеції, як і скрізь, такі історики, як Курт Вейбулл та його брат Лоріц, стверджували, що ці погляди застаріли. Сучасні історики відзначали, що минуло тисячоліття між свідченнями Тацита і більш глибокими та надійними документальними згадками (або повідомленнями про сучасні події, пов'язані із тогочасною Швецією, від франкських та німецьких письменників) історії Швеції. Робота Біргера Нермана (1925), який стверджував, що Швеція займала вищий щабель серед існуючих на той час європейських держав, представляє націоналістичну реакцію на академічну історіографію, причому остання критично або обережно бачить цінність старих шарів історичних джерел, особливо якщо ці документи чи традиції не підкріплені якимись прямими доказами, будь-яким відбитком подій та соціальних чи політичних умов в археологічних записах, будівлях, карбуваннях монет тощо відповідної доби.

## Аргументи свейсько-геатської теорії
Загальноприйнятим визначенням заснування Швеції є те, що вона утворилася, коли свеями та геатами почав керувати єдиний король. Імена свеїв та геатів засвідчені в староанглійських поемах "Беовульф" (написана в XI столітті) та "Відсід" (написана у VIII столітті). В обох віршах Онгентеов (що відповідає Ангантиру в ісландських сагах) називається королем шведів, а геати згадуються як окремий народ. Ці імена народів, що живуть у нинішній Швеції, англосаксонські посилання та втрачені на сьогодні казки, до яких вони були прив’язані, мабуть, розповсюджувались Північним морем. Вперше зафіксовано, що два народи мали спільного правителя за часів правління Улофа Шетконунга, приблизно 1000 року.
Загалом кажучи, шведські королі та місцеве дворянство розглядали Йоталанд і Свеаланд як однаково важливі частини королівства принаймні з середини XIII століття, а в деяких випадках і значно раніше.

## Аргументи часового періоду
На противагу думці про об’єднання племен під одним королем, інші стверджують, що процес консолідації був поступовим. Вчені XIX століття розглядали об'єднання, як результат низки воєн, базуючи свою гіпотезу на свідченнях з норвезьких саг. Наприклад, за даними норвезької Historia Norwegiae та ісландського історика Сноррі Стурлусона, король VII століття Інг'яльд Підступний спалив у своєму залі низку підлеглих королів, тим самим знищивши малі королівства в процесі об'єднання Швеції.
Для вирішення проблеми визначення ранньої історії Швеції, яка б збігалась з надійними джерелами, група сучасних шведських істориків стверджувала, що реальна держава могла існувати лише в Середні Віки, якби вона мала підтримку християнства та духовенства. Той самий зв'язок між християнством та консолідацією використовується в інших країнах, де письмових джерел мало, наприклад, в Англії чи Данії часів Гаральда Синьозубого. Визначення засноване на тому, що англійські та німецькі священики мали б організаційні та адміністративні навички, необхідні для державності (у тому числі для місцевих правителів). Процес об'єднання вимагав би цього важливого ідеологічного зрушення. Поки германський король залізної доби вимагав виборної підтримки від свого народу та скандинавських богів, коронований християнський король стверджував, що його правління від Бога. Згідно з цим визначенням, об'єднання повинно було б завершитись в 1210 році, коли церква коронувала Еріка Кнутсона, або, можливо, у 1247 році, коли останнє сепаратистське повстання зазнало поразки під Спаррсатрою. Головною проблемою цієї точки зору, є те, що вона посилається на аргумент, що майже нічого не відомо про те, як влада правителя представлялась в дохристиянські часи, тоді як християнська ідеологія монархії краще засвідчена і вивчена. Хоча християнська монархія обов’язково підкреслює розрив з дохристиянським минулим, це не свідчить про те, що в дохристиянські часи не могло існувати твердих і релігійно пов’язаних ідей влади правителя. Немає надійних свідчень, що підтверджують це фактом того, що король, який проживав у Центральній Швеції (озеро Мелар/Естергетланд), був фактично визнаний королем у всій місцевості, яку до XIII століття називали Швецією, коли письмові джерела стають звичним явищем. Можливо, у Західній Швеції існували місцеві королі, хоча їхні імена не збереглися.
Те, що Швеція пройшла процес консолідації в Ранньому Середньовіччі, є, в цілому, загальноприйнятою точкою зору, але королівська влада часто оспорювалась протягом усього Середньовіччя, а іноді навіть майже не здійснювалася. Густав Ваза (1523–60) рішуче зміцнив центральну владу, та сильно збільшив авторитет і ресурси корони, і його правління ознаменувало початок ранньомодерної шведської держави. Повний і всеохоплюючий процес територіальної консолідації за природними кордонами (Балтійське море, Північне море та ліси і гори, що відокремлюють країну від Норвегії) досяг вирішальної точки лише в XVII столітті Роскільським договором (1658); однак на той час ідея "природних кордонів" або навіть територіальної спадкоємності не розглядалася як суттєва для держави. Нинішні кордони Швеції не були врегульовані до 1809 року, коли Фінляндія була втрачена на користь Росії у Фінській війні. Втрата Фінляндії, яку тогочасні шведи сприймали як національну катастрофу і яка, безумовно, спричинила перевизначення нації, а через кілька років і останніх німецьких володінь (отриманих за Вестфальським миром), держава набула сучасних кордонів, а також вступила у мирний період у стосунках зі своїми сусідами.